# Вайсенборн (Саксонія)
Вайсенборн (нім. Weißenborn) — громада в Німеччині, розташована в землі Саксонія. Входить до складу району Середня Саксонія. Складова частина об'єднання громад Ліхтенберг.
Площа — 22,51 км2. Населення становить 2489 ос. (станом на 31 грудня 2020).

## Галерея

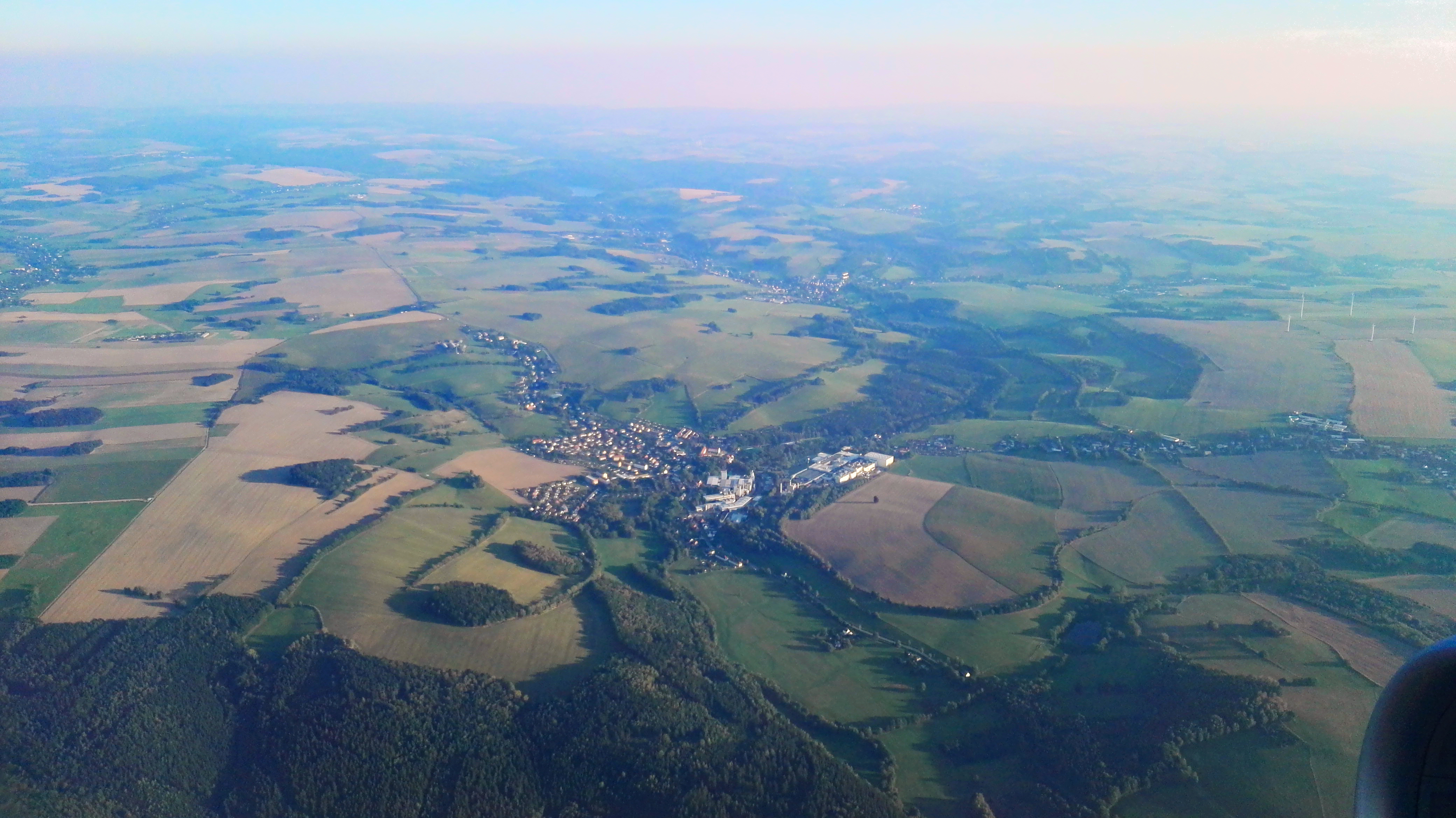
links
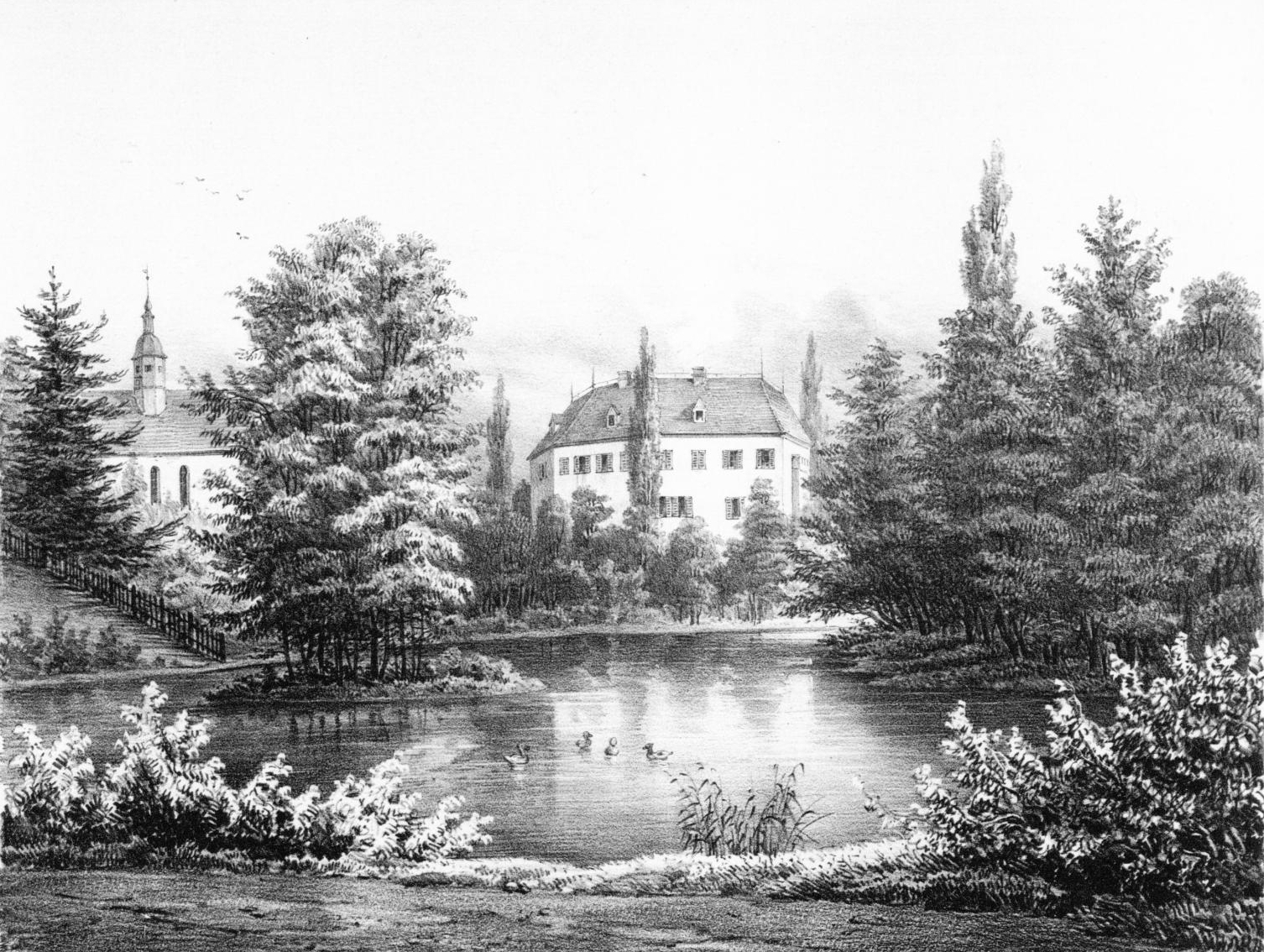
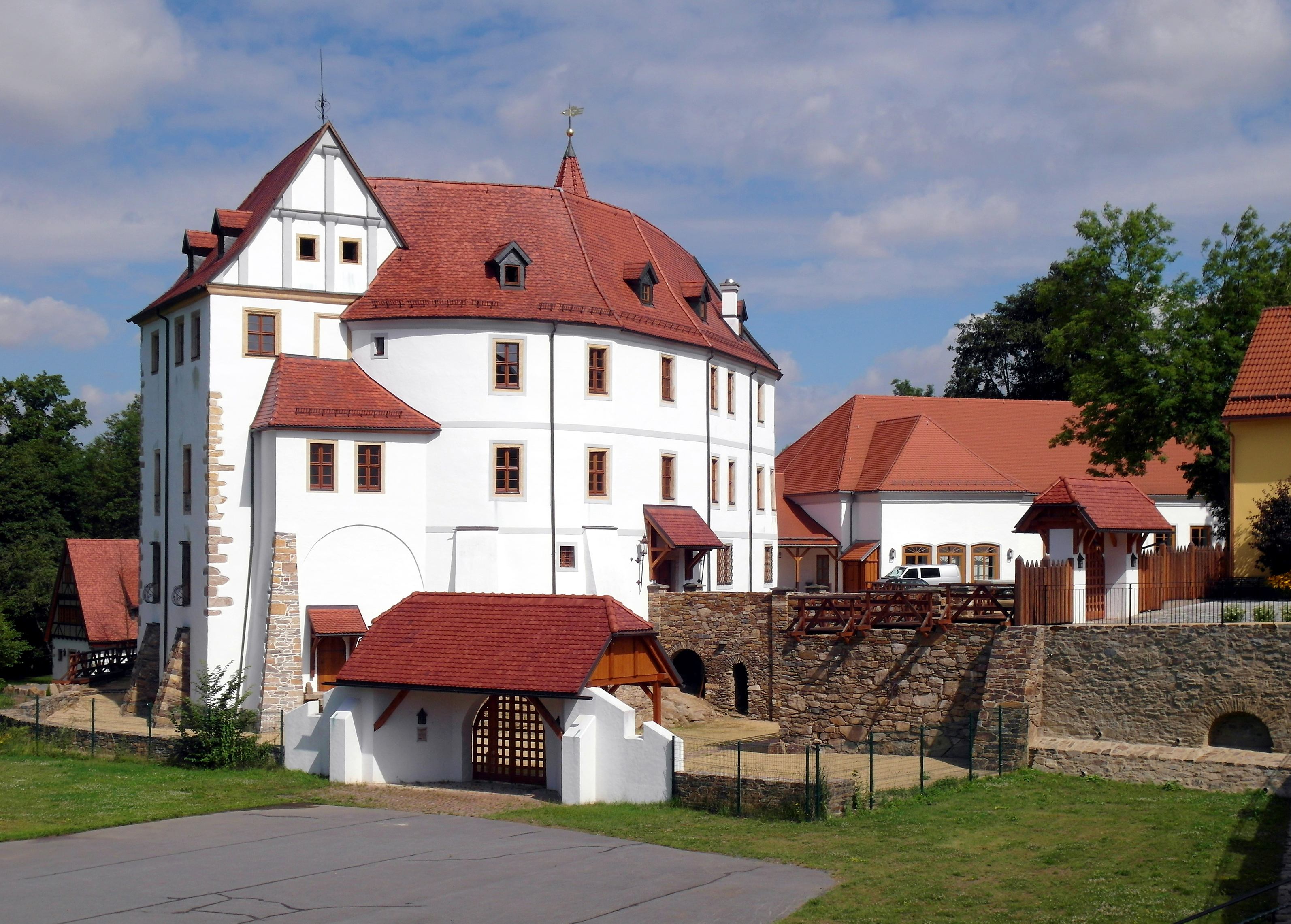